# Leichtathletik-Länderkampf der Männer 1965 Schweden – BR Deutschland
| 6. Leichtathletik-Länderkampf mit bundesdeutscher Beteiligung 1965 | 6. Leichtathletik-Länderkampf mit bundesdeutscher Beteiligung 1965 |
| ------------------------------------------------------------------ | ------------------------------------------------------------------ |
|                                                                    |                                                                    |
| Ländervergleich der Männer: Schweden – BR Deutschland              |                                                                    |
| Austragungsort                                                     | Stockholm                                                          |
| Wettbewerbe                                                        | 20                                                                 |
| Datum                                                              | 22./23. Juli 1965                                                  |
| 1. FRG 2. SWE                                                      | 124 Punkte 085 Punkte                                              |
| Chronik                                                            |                                                                    |
| ← SUI-FRG-BEL-FRA-ITA-NLD (M)                                      | FRG-USA (M) →                                                      |

Der sechste Vergleich des Länderkampfjahres 1965 führte die bundesdeutschen Männer in die schwedische Hauptstadt Stockholm. Zum zehnten Mal trafen sie dort am 22./23. Juli im zweiten Länderkampf des Jahres mit dem allgemeinen leichtathletischen Programm auf Schweden. Zuvor hatte die Bundesrepublik Deutschland fünf Siege verbuchen können, Schweden vier. Am 25. Juni hatte es in dieser Saison bereits eine Begegnung der Geher aus Schweden und der Bundesrepublik gegeben.

## Wettbewerbe und Modus
Auf dem Programm standen die bei Länderkämpfen üblichen zwanzig Disziplinen. Aus dem olympischen Wettbewerbskatalog fehlten nur der Marathonlauf, die beiden Gehwettbewerbe und der Zehnkampf. Die Wertung erfolgte in den Einzeldisziplinen nach dem Standardsystem, in den Staffeln wurden abweichend vom Standard vier zu eins Punkte vergeben.

## Ergebnis
Das schwedische Team überzeugte in der Kategorie Wurf/Stoß mit drei Siegen. Für die bundesdeutschen Athleten blieb hier nur der Erfolg im Hammerwurf. Von den Staffeln entschied jede Mannschaft eine für sich. In den anderen Bereichen waren die bundesdeutschen Sportler hoch überlegen. Von den Einzelläufen gewannen sie acht, alle mit Doppelerfolgen. Schweden konnte in diesem Bereich lediglich zwei Siege verbuchen. Außerdem gingen alle vier Sprungwettbewerbe an die Bundesrepublik Deutschland. Damit setzten sich die bundesdeutschen Leichtathleten mit 124 zu 85 Punkten klar durch.

## Legende
Kurze Übersicht zur Bedeutung der Symbolik – so üblicherweise auch in sonstigen Veröffentlichungen verwendet:
| DSQ | disqualifiziert       |
| NMW | keine Weite (No Mark) |
| ogV | ohne gültigen Versuch |

## Resultate

### 100 m
| Platz | Athlet              | Land | Zeit (s) |
| ----- | ------------------- | ---- | -------- |
| 1     | Jürgen Schröter     | FRG  | 10,5     |
| 2     | Manfred Knickenberg | FRG  | 10,6     |
| 3     | Kurt Johansson      | SWE  | 10,9     |
| 4     | Orjan Johansson     | SWE  | 11,0     |

Datum: 22. Juli

### 200 m
| Platz | Athlet          | Land | Zeit (s) |
| ----- | --------------- | ---- | -------- |
| 1     | Jürgen Schröter | FRG  | 21,2     |
| 2     | Josef Schwarz   | FRG  | 21,5     |
| 3     | Bo Althoff      | SWE  | 21,8     |
| 4     | Anders Lärkert  | SWE  | 22,0     |

Datum: 23. Juli

### 400 m
| Platz | Athlet                | Land | Zeit (s) |
| ----- | --------------------- | ---- | -------- |
| 1     | Jens Ulbricht         | FRG  | 46,5     |
| 2     | Jürgen Kalfelder      | FRG  | 47,1     |
| 3     | Bengt-Göran Fernström | SWE  | 47,5     |
| 4     | Anders Lärkert        | SWE  | 48,2     |

Datum: 22. Juli

### 800 m
| Platz | Athlet            | Land | Zeit (min) |
| ----- | ----------------- | ---- | ---------- |
| 1     | Dieter Bogatzki   | FRG  | 1:47,4     |
| 2     | Dirk von Maltitz  | FRG  | 1:47,7     |
| 3     | Karl-Uno Olofsson | SWE  | 1:48,4     |
| 4     | Yngve Lind        | SWE  | 1:50,2     |

Datum: 23. Juli

### 1500 m
| Platz | Athlet            | Land | Zeit (min) |
| ----- | ----------------- | ---- | ---------- |
| 1     | Harald Norpoth    | FRG  | 3:43,8     |
| 2     | Bodo Tümmler      | FRG  | 3:44,1     |
| 3     | Karl-Uno Olofsson | SWE  | 3:45,1     |
| 4     | Anders Gärderud   | SWE  | 3:45,6     |

Datum: 22. Juli

### 5000 m
| Platz | Athlet            | Land | Zeit (min) |
| ----- | ----------------- | ---- | ---------- |
| 1     | Werner Girke      | FRG  | 13:57,2    |
| 2     | Hans Gerlach      | FRG  | 13:58,6    |
| 3     | Sven-Olof Larsson | SWE  | 13:59,6    |
| 4     | Gunnar Thysell    | SWE  | 14:41,2    |

Datum: 22. Juli

### 10.000 m
| Platz | Athlet         | Land | Zeit (min) |
| ----- | -------------- | ---- | ---------- |
| 1     | Lutz Philipp   | FRG  | 29:05,2    |
| 2     | Günter Bretag  | FRG  | 29:06,6    |
| 3     | Gunnar Larsson | SWE  | 29:51,2    |
| 4     | Claes Åhl      | SWE  | 30:23,2    |

Datum: 23. Juli

### 110 m Hürden
| Platz | Athlet         | Land | Zeit (s) |
| ----- | -------------- | ---- | -------- |
| 1     | Bo Forssander  | SWE  | 13,9     |
| 2     | Hinrich John   | FRG  | 14,1     |
| 3     | Werner Trzmiel | FRG  | 14,3     |
| 4     | Owe Andersson  | SWE  | 14,6     |

Datum: 22. Juli

### 400 m Hürden
| Platz | Athlet              | Land | Zeit (s) |
| ----- | ------------------- | ---- | -------- |
| 1     | Ferdinand Haas      | FRG  | 51,7     |
| 2     | Rainer Schubert     | FRG  | 52,0     |
| 3     | Leif Librand        | SWE  | 52,2     |
| 4     | Leif-Ove Hubertsson | SWE  | 52,9     |

Datum: 23. Juli

### 3000 m Hindernis
| Platz | Athlet            | Land | Zeit (min) |
| ----- | ----------------- | ---- | ---------- |
| 1     | Bengt Persson     | SWE  | 8:34,2     |
| 2     | Manfred Letzerich | FRG  | 8:47,0     |
| 3     | Alfons Ida        | FRG  | 8:50,2     |
| 4     | Alf Björkman      | SWE  | 9:03,4     |

Datum: 23. Juli

### 4 × 100 m Staffel
| Platz | Besetzung      | Land                                                                  | Zeit (s)                       |
| ----- | -------------- | --------------------------------------------------------------------- | ------------------------------ |
| 1     | Schweden       | Tägtström Kurt Johansson Kjell-Åke Nilsson Bo Althoff                 | 41,5                           |
| DSQ   | BR Deutschland | Manfred Knickenberg Josef Schwarz Jürgen Schröter Fritz Obersiebrasse | Überschreiten der Wechselmarke |

Datum: 22. Juli

### 4 × 400 m Staffel
| Platz | Besetzung      | Land                                                       | Zeit (min) |
| ----- | -------------- | ---------------------------------------------------------- | ---------- |
| 1     | BR Deutschland | Jörg Jüttner Jens Ulbricht Jürgen Kalfelder Manfred Kinder | 3:06,8     |
| 2     | Schweden       | Bengt-Göran Fernström Hed Orjan Johansson Bo Althoff       | 3:10,6     |

Datum: 23. Juli

### Hochsprung
| Platz | Athlet                | Land | Höhe (m) |
| ----- | --------------------- | ---- | -------- |
| 1     | Wolfgang Schillkowski | FRG  | 2,12     |
| 2     | Stig Pettersson       | SWE  | 2,09     |
| 3     | Gunther Spielvogel    | FRG  | 2,09     |
| 4     | Kjell-Åke Nilsson     | SWE  | 2,06     |

Datum: 22. Juli

### Stabhochsprung
| Platz | Athlet             | Land | Höhe (m) |
| ----- | ------------------ | ---- | -------- |
| 1     | Wolfgang Reinhardt | FRG  | 4,70     |
| 2     | Tapio Mertanen     | SWE  | 4,60     |
| 3     | Hans Lagerqvist    | SWE  | 4,50     |
| 4     | Reiner Liese       | FRG  | 4,50     |

Datum: 23. Juli

### Weitsprung
| Platz | Athlet             | Land | Weite (m) |
| ----- | ------------------ | ---- | --------- |
| 1     | Hans-Helmut Trense | FRG  | 7,39      |
| 2     | Lars-Olof Höök     | SWE  | 7,33      |
| 3     | Leif Nilsson       | SWE  | 6,96      |
| NMW   | Herbert Disselhoff | FRG  | ogV       |

Datum: 23. Juli

### Dreisprung
| Platz | Athlet           | Land | Weite (m) |
| ----- | ---------------- | ---- | --------- |
| 1     | Michael Sauer    | FRG  | 15,72     |
| 2     | Birger Nyberg    | SWE  | 15,30     |
| 3     | Bo Blomqvist     | SWE  | 15,25     |
| 4     | Hans-Jörg Müller | FRG  | 14,98     |

Datum: 22. Juli

### Kugelstoßen
| Platz | Athlet              | Land | Weite (m) |
| ----- | ------------------- | ---- | --------- |
| 1     | Bengt Christiansson | SWE  | 17,21     |
| 2     | Werner Heger        | FRG  | 17,12     |
| 3     | Traugott Glöckler   | FRG  | 17,10     |
| 4     | Thord Carlsson      | SWE  | 17,03     |

Datum: 23. Juli

### Diskuswurf
| Platz | Athlet          | Land | Weite (m) |
| ----- | --------------- | ---- | --------- |
| 1     | Lars Haglund    | SWE  | 57,02     |
| 2     | Jens Reimers    | FRG  | 55,40     |
| 3     | Hein-Direck Neu | FRG  | 53,42     |
| 4     | Canet Normern   | SWE  | 51,74     |

Datum: 23. Juli

### Hammerwurf
| Platz | Athlet         | Land | Weite (m) |
| ----- | -------------- | ---- | --------- |
| 1     | Uwe Beyer      | FRG  | 65,04     |
| 2     | Birger Asplund | SWE  | 61,90     |
| 3     | Olle Johansson | SWE  | 59,18     |
| 4     | Heiner Liewald | FRG  | 10,38     |

Datum: 22. Juli
Heiner Liewald verletzte sich bei seinem ersten Wurf und absolvierte danach keine weiteren Versuche.

### Speerwurf
| Platz | Athlet          | Land | Weite (m) |
| ----- | --------------- | ---- | --------- |
| 1     | Lennart Hedmark | SWE  | 78,56     |
| 2     | Hans Schenk     | FRG  | 76,14     |
| 3     | Hermann Salomon | FRG  | 71,92     |
| 4     | Jan Smiding     | SWE  | 68,34     |

Datum: 22. Juli